# سد فون باخ
سد فون باخ (به لاتین: Von Bach Dam) یک سد در نامیبیا است که در Okahandja, Otjozondjupa Region واقع شده‌است.